# Lolita Aniyar de Castro
Lolita Aniyar de Castro (8 tháng 5 năm 1937 - 7 tháng 12 năm 2015) là một giáo viên, luật sư, chính trị gia và nhà tội phạm học người Venezuela. Cô phục vụ như một giáo sư tại Đại học del Zulia trong khoa Tội phạm học, và trong hơn 15 năm là giám đốc của Viện Tội phạm học ở đó, hiện mang tên cô. Cô đã dạy trong trường đại học tại Đại học de los Andes, cũng như các trường đại học khác ở Argentina, Costa Rica và Brazil, cũng như các quốc gia khác. Bà được bổ nhiệm làm thống đốc bang Zulia vào ngày 2 tháng 2 năm 1994, sau khi từ chức của người tiền nhiệm, Oswaldo Álvarez Paz. Aniyar de Castro trở thành người phụ nữ Venezuela đầu tiên được bầu vào vị trí đó. Trước đó, cô đã trở thành người phụ nữ đầu tiên được bầu làm đại biểu Quốc hội lập pháp của bang Zulia và là nữ thượng nghị sĩ đầu tiên của Quốc hội Venezuela. Cô là Đại biểu của Venezuela tại UNESCO và cô trở thành Lãnh sự của Venezuela tại New Orleans, Louisiana. Ủy ban Stockholm đã trao cho cô giải thưởng quốc tế về tội phạm học (tương đương với giải thưởng Nobel về tội phạm học). Cô cũng đã viết rất nhiều sách về lĩnh vực tư pháp hình sự và ở Venezuela. Bà qua đời vào ngày 7 tháng 12 năm 2015 ở tuổi 78, do hậu quả của một cơn đau tim tại nhà riêng ở Maracaibo.

## Những năm đầu
Aniyar được sinh ra ở Caracas trong một gia đình gốc Do Thái gốc Maroc.